# Microgloma yongei
Microgloma yongei är en musselart som beskrevs av Saunders och Allen 1973. Microgloma yongei ingår i släktet Microgloma och familjen Pristiglomidae. Inga underarter finns listade i Catalogue of Life.